# Ilex forbesii
Ilex forbesii är en järneksväxtart som beskrevs av E. G. Baker. Ilex forbesii ingår i släktet järnekar, och familjen järneksväxter. Inga underarter finns listade i Catalogue of Life.